# Rustavi Steel
Rustavi Steel LLC é uma empresa georgiana que foi fundada em 2011 para adquirir os ativos da Usina Metalúrgica Rustavi. O empreendimento industrial da Usina Metalúrgica Rustavi está situado 30 quilômetros ao sul da capital da Geórgia em Tibilíssi.
A Rustavi Steel é a maior planta metalúrgica do Cáucaso. 
A Usina Metalúrgica Rustavi foi fundada em 1948 como um complexo metalúrgico no Transcaucásia e produzia vários produtos feitos de ferro-gusa, alumínio ou ferro. A planta produziu tubos sem costura para as necessidades dos campos de petróleo no Cazaquistão, Azerbaijão, Turquemenistão e Médio Oriente. A planta exporta para os mercados da União Europeia, Estados Unidos, Médio Oriente, Arménia, Azerbaijão e Turquia.
A planta fabrica barras de reforço, tubos sem costura, tarugos quadrados, peças fundidas de ferro-gusa, peças mecânicas, peças fundidas moldadas, escória granulada, silício-manganês, cal e calcário. 

## Propriedade
A Usina Metalúrgica Rustavi foi adquirida pelo empresário georgiano Badri Patarkatsishvili em leilão em 2005 por US$ 35,5 milhões e era administrada por Badri Patarkatsishvili com a assistência de seu funcionário e parente distante, Joseph Kay. Após a morte de Badri em Fevereiro de 2008, Kay tentou apropriar-se indevidamente de vários bens que pertenciam à viúva de Badri, Inna Gudavadze e à sua família, incluindo a fábrica de aço Rustavi, usando um testamento falsificado.
Sob o governo de Mikheil Saakashvili, Kay conseguiu obter uma sentença no tribunal de Tbilisi que impediu a família Patarkatsishvili de assumir o controle dos bens georgianos de Badri, incluindo Rustavi. Em Dezembro de 2008, Inna Gudavadze lançou uma acção de arbitragem internacional contra o governo georgiano, procurando a devolução de Rustavi e de outros bens, incluindo a estação de televisão Imedi, que tinham sido apreendidos pelo governo.

Em julho de 2011, a família Patarkatsishvili chegou a um acordo com o governo que permitiu o regresso de Rustavi à família.  A Rustavi foi posteriormente vendida e agora é administrada pela Hunnewell Partners. 